# Сельское поселение Ашитковское
Сельское поселение Ашитковское — упразднённое муниципальное образование в Воскресенском муниципальном районе Московской области.
Административным центром было село Ашитково.

## История
Образовано в ходе муниципальной реформы, в соответствии с Законом Московской области от 29.12.2004 года № 199/2004-ОЗ «О статусе и границах Воскресенского муниципального района и вновь образованных в его составе муниципальных образований».
4 мая 2019 года Воскресенский муниципальный район был упразднён, а все входившие в него городские и сельские поселения объединены в новое единое муниципальное образование — городской округ Воскресенск.

## География
Расположено в центральной части Воскресенского района и занимает более четверти площади его территории. На юго-востоке граничит с городским поселением Хорлово, на юге — с городским поселением Воскресенск, на юго-западе — с сельским поселением Фединским и сельским поселением Рыболовским Раменского района, на западе и северо-западе — с городским поселением Белоозёрский, на севере — с городским поселением им. Цюрупы, на северо-востоке — с сельским поселением Соболевским, а на востоке — с сельским поселением Ильинским Орехово-Зуевского района. Площадь территории сельского поселения составляет 21 551 га

## Население
| 2006    | 2007    | 2008    | 2009    | 2010    | 2011    |
| ------- | ------- | ------- | ------- | ------- | ------- |
| 17 207  | ↘16 962 | ↗17 416 | ↗17 452 | ↗17 797 | ↘17 416 |
| 2012    | 2013    | 2014    | 2015    | 2016    | 2017    |
| →17 416 | ↘17 040 | ↘16 786 | ↘16 491 | ↘16 370 | ↘16 314 |
| 2018    | 2019    |         |         |         |         |
| ↗16 323 | ↘16 303 |         |         |         |         |

## Населённые пункты
В состав сельского поселения входят 30 населённых пунктов четырёх упразднённых административно-территориальных единиц — Ашитковского, Барановского, Виноградовского и Конобеевского сельских округов:
| Вид      | Наименование      | Население, 2006 | ОКАТО          | Бывшая административная единица |
| -------- | ----------------- | --------------- | -------------- | ------------------------------- |
| слободка | Алёшино           | 235             | 46 206 810 002 | Виноградовский сельский округ   |
| село     | Ашитково          | 3322            | 46 206 802 001 | Ашитковский сельский округ      |
| село     | Барановское       | 1474            | 46 206 804 001 | Барановский сельский округ      |
| деревня  | Берендино         | 38              | 46 206 804 004 | Барановский сельский округ      |
| деревня  | Бессоново         | 160             | 46 206 825 010 | Конобеевский сельский округ     |
| деревня  | Богатищево        | 89              | 46 206 825 012 | Конобеевский сельский округ     |
| деревня  | Бочевино          | 92              | 46 206 825 002 | Конобеевский сельский округ     |
| посёлок  | Виноградово       | 2180            | 46 206 810 001 | Виноградовский сельский округ   |
| деревня  | Ворыпаево         | 39              | 46 206 825 007 | Конобеевский сельский округ     |
| деревня  | Губино            | 817             | 46 206 802 002 | Ашитковский сельский округ      |
| деревня  | Золотово          | 1296            | 46 206 810 003 | Виноградовский сельский округ   |
| деревня  | Исаково           | 397             | 46 206 810 004 | Виноградовский сельский округ   |
| село     | Конобеево         | 3009            | 46 206 825 001 | Конобеевский сельский округ     |
| деревня  | Леоново           | 169             | 46 206 825 016 | Конобеевский сельский округ     |
| деревня  | Лидино            | 64              | 46 206 825 011 | Конобеевский сельский округ     |
| деревня  | Медведево         | 116             | 46 206 825 003 | Конобеевский сельский округ     |
| деревня  | Никольское        | 86              | 46 206 825 009 | Конобеевский сельский округ     |
| деревня  | Новосёлово        | 23              | 46 206 825 013 | Конобеевский сельский округ     |
| село     | Осташово          | 44              | 46 206 804 003 | Барановский сельский округ      |
| деревня  | Потаповское       | 14              | 46 206 804 005 | Барановский сельский округ      |
| деревня  | Пушкино           | 48              | 46 206 825 014 | Конобеевский сельский округ     |
| деревня  | Расловлево        | 273             | 46 206 825 006 | Конобеевский сельский округ     |
| деревня  | Силино            | 79              | 46 206 825 015 | Конобеевский сельский округ     |
| посёлок  | станции Берендино | 181             | 46 206 804 006 | Барановский сельский округ      |
| деревня  | Старая            | 330             | 46 206 825 005 | Конобеевский сельский округ     |
| село     | Усадище           | 121             | 46 206 804 002 | Барановский сельский округ      |
| село     | Фаустово          | 958             | 46 206 810 005 | Виноградовский сельский округ   |
| деревня  | Чечевилово        | 227             | 46 206 825 008 | Конобеевский сельский округ     |
| деревня  | Щельпино          | 550             | 46 206 802 006 | Ашитковский сельский округ      |
| деревня  | Щербово           | 776             | 46 206 825 004 | Конобеевский сельский округ     |

## Власть
С 2006 года глава сельского поселения Ашитковское — Олег Владимирович Сухарь.
Число депутатов в представительном органе сельского поселения Ашитковское определено в соответствие с законом Московской области от 30 марта 2005 г. № 96/2005-ОЗ «Об обеспечении реализации отдельных положений Федерального закона „Об общих принципах организации местного самоуправления в Российской Федерации“» и составляет 15 человек.

## Хозяйство
Ашитково — аграрное поселение. Имеет развитую инженерно-транспортную инфраструктуру. Основу сельскохозяйственного производства и перерабатывающей промышленности составляют молочное животноводство, племенное свиноводство, мясное птицеводство, выращивание овощей, картофеля и зерновых культур. В последние годы сельскохозяйственные угодья переводятся под земли поселений (пример - поле у села активно застраивается жилыми частными домами).